# 歩兵第320連隊
歩兵第320連隊（ほへいだい320れんたい、歩兵第三百二十聯隊）は、大日本帝国陸軍の連隊の一つ。

## 沿革
太平洋戦争末期の1945年（昭和20年）、第三次兵備により本土決戦に備え新設された第230師団の歩兵連隊の一つとして甲府で編成された。同年7月23日、軍旗拝受。鳥取県西伯郡五千石村（現米子市）にて駐留中に終戦を迎えた。

## 歴代連隊長
| 代 | 氏名         | 在任期間        | 出身校・期 | 備考 |
| -- | ------------ | --------------- | ---------- | ---- |
| 1  | 永井義右衛門 | 1945.6.5 - 終戦 | 陸士41期   | 中佐 |